# Cronache di poveri amanti (film)
Cronache di poveri amanti è un film del 1954 diretto da Carlo Lizzani, tratto dall'omonimo romanzo di Vasco Pratolini.
Il film fu presentato in concorso al 7º Festival di Cannes, dove ricevette il Prix International. Vinse inoltre due Nastri d'argento, per la miglior musica e la migliore scenografia.

## Trama

Gabriele Tinti in una scena del film

Firenze, primavera del 1925, Il giovane tipografo Mario si trasferisce nel quartiere di Santa Croce, in via del Corno, per stare più vicino alla sua innamorata, Bianca, diventando così a sua volta un «cornacchiaio» (gioco di parole tra il nome degli abitanti della via del "Corno", ma anche le gracidanti "cornacchie") e ritrovandosi a condividere le vicende quotidiane degli abitanti di quel piccolo mondo popolare negli anni foschi dell'ascesa del Fascismo.
Il suo padrone di casa è il maniscalco Corrado, detto Maciste, noto antifascista e già Ardito del Popolo come il suo amico Ugo, venditore ambulante di frutta e verdure, un tempo a sua volta fortemente impegnato in politica, ma ora dedito soprattutto a donne e divertimenti. La piccola via ospita anche un paio di convinti fascisti: il ragioniere Carlino Bencini, legionario fiumano, impiegato delle assicurazioni; e il suo collega, amico e coinquilino Osvaldo. Fra gli altri vicini, il ciabattino Staderini; Ristori, proprietario dell'alberghetto che ospita alcune prostitute, fra cui Elisa, amante di Nanni l'«ammonito»; Clara, amica di Bianca e costantemente tormentata dal fidanzato perché acconsenta a sposarlo; Alfredo Campolmi, proprietario della pizzicheria e fresco sposo di Milena.
Quasi sempre  a letto ma costantemente informata di quanto accade nella via grazie alla servetta Gesuina, "la Signora", una maitresse, instaura una fitta rete di relazioni e lega tutti a sé attraverso i prestiti che concede.
La quieta convivenza in via del Corno è drammaticamente spezzata quando Alfredo, appena sposato e deciso a far prosperare la sua attività, rifiuta di versare il contributo alla sezione locale del Partito fascista e subisce un brutale pestaggio, che lo lascia così pesantemente segnato nel corpo da doversi ricoverare in sanatorio e cedere la pizzicheria.

## Produzione

### Regia e sceneggiatura
La trasposizione cinematografica del romanzo di Pratolini avrebbe dovuto essere originariamente diretta da Luchino Visconti, che però dovette abbandonare il progetto poiché non fu possibile reperire i mezzi finanziari necessari per realizzare il film di grandi dimensioni produttive da lui immaginato.
Sergio Amidei, produttore e detentore dei diritti, cedette gratuitamente a Lizzani la sceneggiatura, che richiese tagli sia per ragioni finanziarie che di autocensura, in particolare nel personaggio dell'usuraia, che nel libro ha dei risvolti saffici. Pratolini si dimostrò soddisfatto del lavoro compiuto.

### Cast

Mastroianni e Consolini in una scena del film

La candidatura di Marcello Mastroianni per il ruolo dell'antifascista Ugo fu a lungo discussa, perché l'attore fino ad allora aveva ben figurato nella commedia, ma non si era ancora cimentato in ruoli drammatici né sembrava adatto per un ruolo di cui si voleva mantenere il più possibile il carattere toscano. La scelta si rivelò però particolarmente felice non solo perché Mastroianni seppe dare una grande prova di mimetismo, ma anche perché durante le riprese fu di grande aiuto nel guidare letteralmente passo passo il non professionista Adolfo Consolini, discobolo olimpionico, in quella che rimarrà la sua unica esperienza cinematografica, scelto da Lizzani nell'importante ruolo di Corrado poiché non vi era attore che possedesse la corporatura necessaria (il regista non accolse il suggerimento di Giuliano Montaldo secondo il quale il soprannome di Maciste dovesse essere inteso ironicamente in senso antinomico, alla toscana).

### Riprese
Il set di via del Corno venne costruito in teatro di posa, ma all'aperto, in modo da poter sfruttare la luce naturale ed avere una fotografia simile a quella degli esterni girati a Firenze. La via fu ricreata abbastanza fedelmente sebbene, per renderla più pittoresca, venne aggiunto un cavalcavia davanti a palazzo Vecchio che in realtà esiste nella vicina via Vinegia.

## Distribuzione
Il film fu presentato con successo al Festival di Cannes, dove apparve credibile candidato per la vittoria finale del massimo riconoscimento della manifestazione cinematografica (all'epoca denominato Grand Prix du Festival e non ancora Palma d'oro) tanto che, secondo il racconto del presidente della giuria, Jean Cocteau, una delegazione italiana lo avvicinò chiedendogli esplicitamente di non far vincere il film di Lizzani per non favorire l'avanzata dei comunisti in Italia.
Malgrado il buon successo ottenuto nelle sale cinematografiche italiane, il film segnò la fine della Cooperativa Spettatori Produttori Cinematografici, dopo due sole produzioni (la prima era stata il film d'esordio di Lizzani, Achtung! Banditi!).

## Riconoscimenti
- Festival di Cannes 1954
  - Prix international
- Nastri d'argento 1954
  - Miglior musica
  - Miglior scenografia